# Sebastião Antônio Accioli Lins

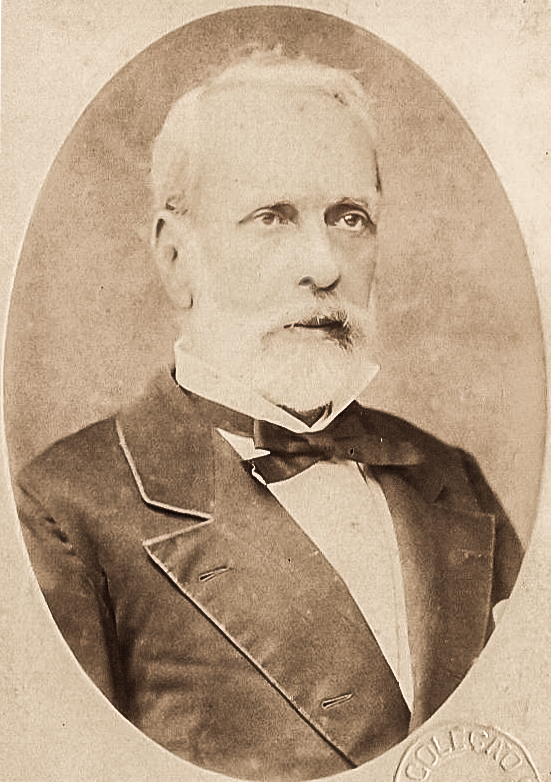
Sebastião Antônio Acioli Lins, Barão de Goicana.

Sebastião Antônio Accioli Lins, primeiro e único barão de Goicana (Sirinhaém, 16 de janeiro de 1829 — Recife, 2 de maio de 1891) foi um usineiro e político brasileiro.
Filho de Sebastião Antonio Accioli e de Joana Francisca de Albuquerque Lins; casou-se com sua sobrinha, Feliciana Inácia Accioli Lins.
Formado pela Faculdade de Direito do Recife. Usineiro, era dono do Engenho Goicana. Filiado ao Partido Liberal, deputado provincial, foi presidente da Assembléia Provincial de Pernambuco em quatro legislaturas.
Foi agraciado barão em 18 de janeiro de 1882.